# Línea C-4 (Cercanías Madrid)
La línea C-4 de Cercanías Madrid recorre 62,2 km entre Parla y Alcobendas-San Sebastián de los Reyes o Colmenar Viejo, con dos ramales al norte, dando servicio a los municipios de Parla (1 estación), Getafe (3 estaciones), Madrid (9 estaciones), Tres Cantos (1 estación), Colmenar Viejo (1 estación), Alcobendas (2 estaciones) y San Sebastián de los Reyes (1 estación, compartida con Alcobendas).
Por obras de mejora en la infraestructura del túnel de Sol, del 19 de julio al 30 de agosto de 2025, el servicio entre las estaciones de Atocha y Chamartín permanece suspendido. La estación de Sol, perteneciente a la línea, cerrará durante dicho periodo.

## Historia
La línea C-4 forma parte de la línea Móstoles-Parla. Esta pertenecía anteriormente a la antigua línea de Madrid a Ciudad Real, desmantelada a partir de Parla al construir el Nuevo Acceso Ferroviario a Andalucía. Desde julio de 2008 la línea C-4 también forma parte del ferrocarril directo Madrid-Burgos.
Cuando se creó la red de cercanías se incorporó la línea C-4 en 1981 entre las estaciones de Atocha-Cercanías y Parla. Desde ese momento hasta el 9 de julio de 2008 ha sufrido los siguientes cambios:
- Construcción del apeadero de Getafe Sector 3 entre Getafe Centro y Parla. Su apertura coincidió con el cambio de nombre de dos estaciones:
  - Las Margaritas > Las Margaritas Universidad
  - Getafe-Badajoz > Getafe Centro
- Ejecución de una variante para llevar la línea al centro de Parla, ya que la estación antigua quedaba muy lejos del casco urbano, siendo inauguradas las nuevas instalaciones en 1995.
- Soterramiento de la vía a su paso por Getafe, lo que llevó a la construcción de una nueva estación subterránea en Getafe Centro, abierta al público en 2000.

A partir del 9 de julio de 2008, la línea se amplia al norte atravesando el segundo túnel ferroviario entre Atocha-Cercanías y Chamartín, de manera que la estación de Atocha dejará de ser una de las cabeceras de línea, absorbiendo el recorrido de las líneas C-1, C-7 y C-10 al norte de la estación de Chamartín, llegando así hasta Alcobendas-San Sebastián de los Reyes y Colmenar Viejo.
El 27 de junio de 2009 entró en servicio la estación de Sol, que se añade a la línea entre las de Atocha-Cercanías y Nuevos Ministerios.
Hacia finales de marzo de 2012 la megafonía de los trenes Civia 465 de esta línea, junto con la de las líneas C-1, C-3, C-7 y C-10 sufrió una serie de modificaciones. A partir de entonces, al paso por todas las estaciones con correspondencia con otras líneas pasó a decir "tren con destino" (voz que cogió de los trenes MD 449 y 599) en lugar de "destino", además a partir de ese momento la megafonía empezó a estar también en inglés. Por último, en las estaciones de Atocha y Chamartín empezó a anunciarse la correspondencia con los trenes AVE, Media distancia y Larga distancia al igual que ya se hacía en Barcelona.
Entre el 1 de julio y el 31 de agosto de 2021 el tramo entre Las Margaritas y Getafe Sector 3 permaneció cerrado por obras en el túnel de Getafe. El tramo entre Villaverde Alto y Las Margaritas funcionó de manera independiente del resto de la línea, y se habilitaron diversos servicios especiales de autobús gratuito:
- G1, con parada en Las Margaritas, Getafe Centro y Getafe Sector 3
- G2, con parada en Getafe Centro y Villaverde Alto
- PN1, con parada en la estación de Parla y Parque Polvoranca (hasta el 5 de agosto)
- PE1, con parada en Parla Este y Parque Polvoranca (hasta el 5 de agosto)
- PN2, con parada en la estación de Parla y Villaverde Bajo
- PE2, con parada en Parla Este y Villaverde Bajo
- PN3, con parada en la estación de Parla y  (desde el 7 de agosto)
- PE3, con parada en Parla Este y Parque Polvoranca (desde el 7 de agosto)

Desde el 4 de febrero de 2023 hasta diciembre del mismo año, debido a las obras de mejora de la estación de Chamartín, los trenes procedentes de Parla terminan en la estación de Nuevos Ministerios, y los que procedan de Alcobendas-San Sebastián de los Reyes y Colmenar Viejo terminan en la estación de Chamartín, dividiendo en la práctica la línea en 3 servicios distintos.
Del 12 al 15 de agosto de 2023 la línea C-4b estableció su cabecera en Cantoblanco-Universidad debido a obras en Chamartín, de modo que a esta estación solo llegaban trenes de la línea C-4a.

## Material móvil
Ha sufrido cambios a lo largo de su historia, tras la duplicación y electrificación de parte de la línea Madrid-Ciudad Real en 1981, empezó a prestarse el servicio con unidades 440, más tarde 440 reformadas, después 446 y alguna 447, hasta la llegada de los trenes Civia en 2004.
Desde 2010 se desplazaron el resto de 446 a las otras líneas de Cercanías, quedando exclusivamente los trenes Civia, aunque en ocasiones excepcionales (generalmente por falta de material) circulan trenes de la serie 446.

## Recorrido
De norte a sur:

### Ramal de Alcobendas - San Sebastián de los Reyes (C-4a)
Este ramal al norte comienza su recorrido en la estación de Alcobendas-San Sebastián de los Reyes, bajo la Avenida de España, calle común a Alcobendas y San Sebastián de los Reyes, desde donde se dirige al noroeste de Alcobendas dando servicio al nuevo barrio de Valdelasfuentes con la estación de Valdelasfuentes.
A continuación sale a superficie y abandona el casco urbano de Alcobendas internándose en el campus de Cantoblanco (distrito de Fuencarral-El Pardo de Madrid), donde tiene 2 estaciones: Universidad Pontificia de Comillas, que da servicio a dicha universidad y después llega a la estación de Cantoblanco Universidad de la Universidad Autónoma de Madrid, donde se une con el otro ramal.

### Ramal de Colmenar Viejo (C-4b)
Este ramal comienza su recorrido en la estación de Colmenar Viejo, situada al sur del casco urbano de este municipio, y desde ahí lo bordea y se coloca paralela a la M-607 dirigiéndose a Tres Cantos, con una estación en dicho municipio situada entre el casco urbano y la autovía.
Entra a continuación en el término municipal de Madrid a través del distrito de Fuencarral-El Pardo, donde efectúa parada en el apeadero de El Goloso, situado al lado de la M-607. Más al sur se interna en el campus de Cantoblanco de la Universidad Autónoma de Madrid donde se junta con el ramal de Alcobendas en la estación de Cantoblanco Universidad.

### Tramo común

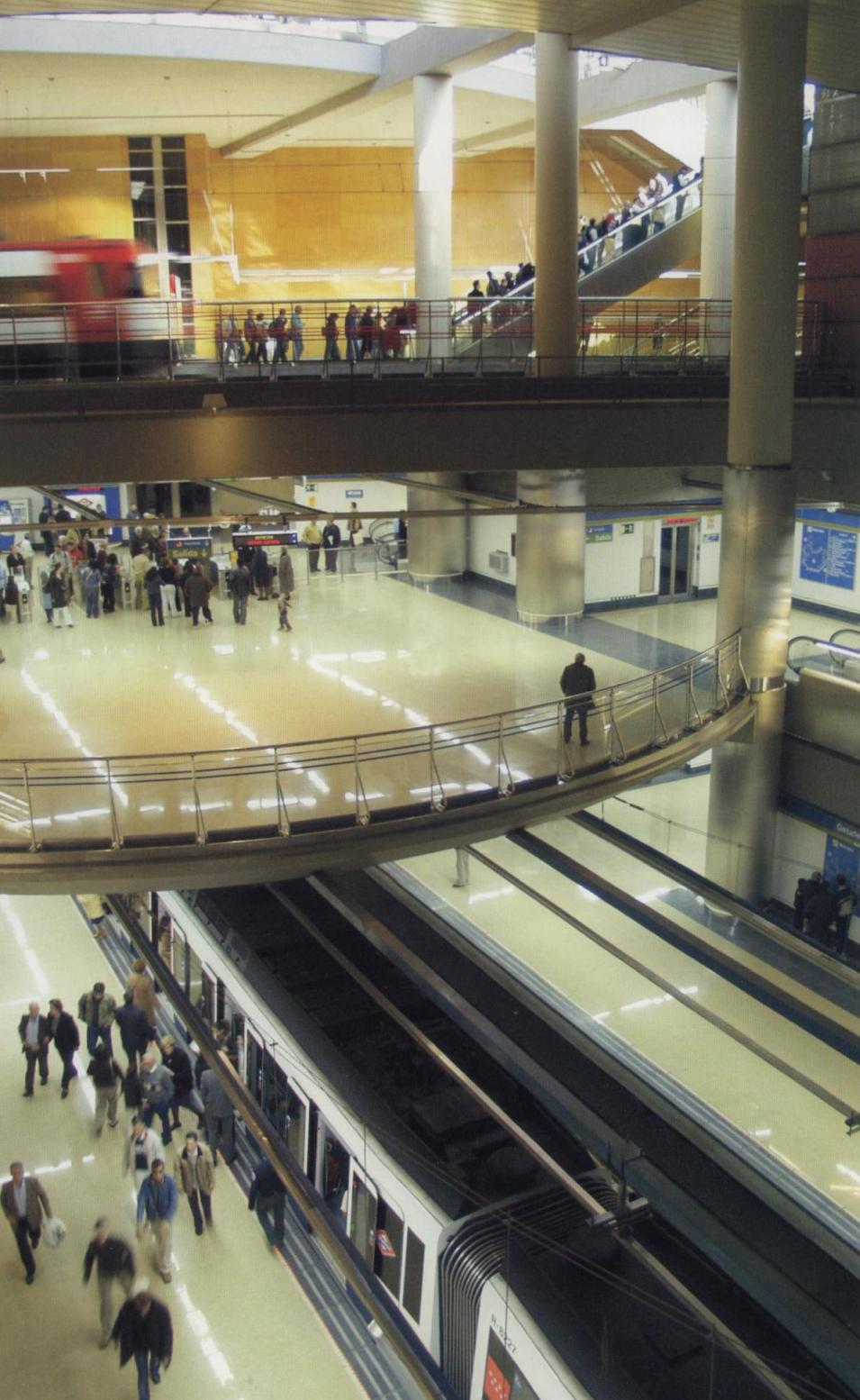
Intercambiador de la línea C-4 con la línea 12 de Metro de Madrid en la estación de Getafe Central.

Adentrándose en el casco urbano de Madrid, la línea se encuentra la siguiente estación, Fuencarral, situada al este del antiguo pueblo de Fuencarral, y después se junta con las líneas C-1, C-2, C-3, C-7, C-8 y C-10 para entrar en la estación de Chamartín, situada al norte del distrito homónimo, y en Nuevos Ministerios.
En esta estación sale en dirección sur por el nuevo túnel que conecta las estaciones de Atocha-Cercanías y Chamartín junto con las línea C-3, efectuando parada en Sol.
En Atocha-Cercanías tiene correspondencia con la todas las líneas de Cercanías Madrid (excepto las líneas C-1 y C-9) y sale en dirección sur hacia Villaverde Bajo, estación donde se separa de las línea C-3 para enfilar al suroeste de Madrid bajo la Gran Vía de Villaverde hacia la estación de Villaverde Alto, donde enlaza con la línea C-5 y la línea 3 de Metro.
A partir de aquí la línea toma dirección sur saliendo de Madrid para entrar en Getafe. En este municipio tiene una primera estación entre la calle Madrid y la Autovía de Toledo, Las Margaritas-Universidad, que da servicio al campus de Getafe de la Universidad Carlos III y el barrio de Las Margaritas.
La línea se mete a continuación bajo tierra y llega al centro de Getafe, donde la estación de Getafe Centro da servicio al centro de la ciudad y provee enlace desde 2003 con la línea 12 de Metro de Madrid que comunica con otros barrios. Tras abandonar el tramo en túnel, la línea tiene la última estación de este municipio, Getafe Sector 3, ubicada junto a la Autovía de Toledo al lado contrario del llamado Sector 3 de Getafe.
La línea sigue al sur hasta aproximarse a las vías del Nuevo Acceso Ferroviario a Andalucía, donde enfila hacia el oeste para entrar en Parla soterrada de nuevo bajo la calle Real, donde tiene la última estación, en un intercambiador multimodal donde conecta con el Tranvía de Parla y varias líneas de autobuses.
Conecta con:
- Línea C-1 en la estación de Chamartín-Clara Campoamor.
- Línea C-2 en las estaciones de Atocha, Nuevos Ministerios y Chamartín-Clara Campoamor.
- Línea C-3 en las estaciones de Villaverde Bajo, Atocha, Sol, Nuevos Ministerios y Chamartín-Clara Campoamor.
- Línea C-5 en las estaciones de Villaverde Alto y Atocha.
- Línea C-7 en las estaciones de Atocha, Nuevos Ministerios y Chamartín-Clara Campoamor.
- Línea C-8 en las estaciones de Atocha, Nuevos Ministerios y Chamartín-Clara Campoamor.
- Línea C-10 en las estaciones de Atocha, Nuevos Ministerios y Chamartín-Clara Campoamor.
- Metro de Madrid en las estaciones de Getafe Centro, Villaverde Alto, Atocha, Sol, Nuevos Ministerios y Chamartín-Clara Campoamor.
- Metro Ligero de Madrid en la estación de Parla.

## Estaciones
| Estación                              | Acc.          | Enlaces                                        | Apertura                 | Barrio/Distrito             | Municipio      | Notas |
| ------------------------------------- | ------------- | ---------------------------------------------- | ------------------------ | --------------------------- | -------------- | --- |
| Parla                                 |               |                                                | 28 de septiembre de 1995 | Norte                       | Parla          | "Sustituye mediante un desvió y una prolongación a la antigua estación de Parla de 1879"                     |
| Parla Norte                           |               |                                                | —                        | Norte                       | Parla          | En ejecución                                                                                                 |
| Getafe Sector 3                       |               |                                                | 28 de mayo de 1995       | Sector III                  | Getafe         | |
| Getafe Centro                         |               |                                                | 3 de febrero de 1879     | Getafe Centro               | Getafe         | Anteriormente Getafe Directa (1879-1912) y Getafe-Badajoz (1912-1981).                                       |
| Las Margaritas Universidad            |               |                                                | 12 de enero de 1987      | Getafe Norte Las Margaritas | Getafe         | Anteriormente Las Margaritas (1987-1995).                                                                    |
| Villaverde Alto                       |               |                                                | 3 de febrero de 1879     | Villaverde                  | Madrid         | Anteriormente Villaverde-Nueva (1879-1906), Villaverde-Oeste (1906-1944) y Villaverde-Orcasitas (1944-1989). |
| Villaverde Bajo                       |               |                                                | 9 de febrero de 1851     | Villaverde                  | Madrid         | Anteriormente Villaverde (1851-1879) y Villaverde-Alicante (1879-1906).                                      |
| Atocha                                |               | AVE, Larga Distancia y Media Distancia (Renfe) | 27 de julio de 1988      | Arganzuela Retiro Centro    | Madrid         | |
| Sol                                   |               |                                                | 27 de junio de 2009      | Centro                      | Madrid         | |
| Nuevos Ministerios                    |               |                                                | 18 de julio de 1967      | Chamberí Tetuán Chamartín   | Madrid         | |
| Chamartín-Clara Campoamor             |               | AVE, Larga Distancia y Media Distancia (Renfe) | 18 de julio de 1967      | Chamartín                   | Madrid         | |
| Fuencarral-Malmea                     |               |                                                | —                        | Fuencarral-El Pardo         | Madrid         | En fase de licitación la redacción del proyecto                                                              |
| Fuencarral                            |               |                                                | 4 de julio de 1968       | Fuencarral-El Pardo         | Madrid         | Será demolida una vez entre en servicio la estación Fuencarral-Malmea.                                       |
| Cantoblanco Universidad               |               |                                                | 3 de diciembre de 1975   | Fuencarral-El Pardo         | Madrid         | |
| Ramal C-4a                            |               |                                                |                          |                             |                | |
| Universidad Pontificia de Comillas    |               |                                                | 9 de febrero de 2001     | Fuencarral-El Pardo         | Madrid         | |
| Valdelasfuentes                       |               |                                                | 9 de febrero de 2001     | Norte                       | Alcobendas     | |
| Alcobendas-San Sebastián de los Reyes |               |                                                | 9 de febrero de 2001     | Centro                      | Alcobendas     | |
| Alcobendas-San Sebastián de los Reyes | Casco Antiguo | San Sebastián de los Reyes                     | 9 de febrero de 2001     |                             |                | |
| Ramal C-4b                            |               |                                                |                          |                             |                | |
| El Goloso                             |               |                                                | 20 de octubre de 1991    | Fuencarral-El Pardo         | Madrid         | |
| Tres Cantos                           |               |                                                | 20 de octubre de 1991    | Estación-Centro             | Tres Cantos    | |
| Tres Cantos Norte                     |               |                                                | —                        | Nuevo Tres Cantos           | Tres Cantos    | En redacción de proyecto                                                                                     |
| Colmenar Viejo                        |               |                                                | 4 de julio de 1968       | La Estación                 | Colmenar Viejo | |
| Soto Sur                              |               |                                                | —                        | Soto del Real               | Soto del Real  | En redacción de proyecto                                                                                     |

## Futuro

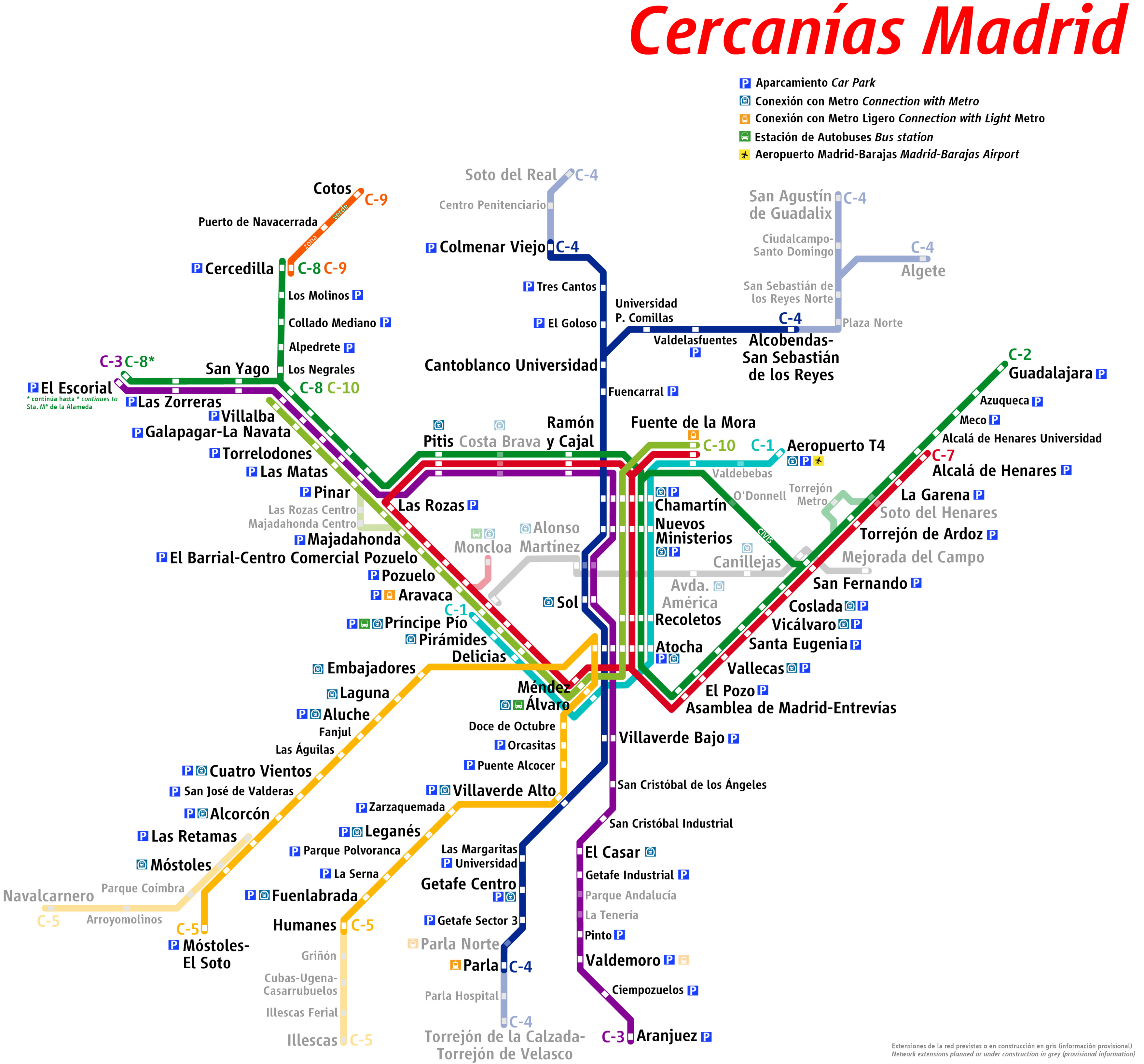
Mapa creado en 2012 con las ampliaciones proyectadas de la red, entre las que están las de la línea C-4.

Tras acabar el segundo túnel de la risa, y ampliar la línea C-4 al norte, se abrió el 27 de junio de 2009 la Estación de Sol, quedando pendiente la construcción de una nueva estación de cercanías bajo la Plaza de Alonso Martínez, en estado de proyecto actualmente.[cita requerida]
Por otra parte está en estudio la construcción de una nueva estación en Fuenlabrada, en el Polígono Cobo Calleja y dos nuevas estaciones en Parla,[cita requerida] una situada al norte del municipio denominada como Parla Norte que sería añadida a la línea actual entre Getafe Sector 3 y Parla, mientras que la otra estación supone la ampliación de la línea C-4, la cual se situara al sur del municipio en las proximidades del nuevo hospital Infanta Cristina de Parla, siguiéndole dentro del marco de la ampliación de la línea hasta los municipios de Torrejón de la Calzada y Torrejón de Velasco, la cual contara con una estación que de servicio a ambos municipios.
Actualmente también se encuentra en estudio la ampliación de la línea C-4, desde la futura estación de Torrejón de la Calzada y Torrejón de Velasco, hasta el municipio de Valdemoro, que contaría con la construcción de una segunda estación, situada al oeste de Valdemoro (a petición del propio alcalde de la localidad debido a la gran demanda vecinal y al apoyo de localidades cercanas que se beneficiaran de esta ampliación), próxima al Hospital Infanta Elena, que actuaría como última estación de la ampliada C-4 y que a la vez enlazaría en este punto con la línea C-3 unificando así las dos líneas en la misma estación.
También está en proyecto[cita requerida] ampliar la línea por el norte desde Colmenar Viejo hasta Soto del Real y desde Alcobendas-San Sebastián de los Reyes hasta Algete y San Agustín del Guadalix separándose en dos ramales. Se ha planteado[¿por quién?] también la opción de una estación combinada de metro-cercanías "Estación San Sebastián de los Reyes Norte" en la actual estación de Metro Hospital Infanta Sofía. Esta estación tiene fácil acceso desde la A1 y M50 de forma que pueda recoger de una forma rápida el tráfico que entra desde la zona Norte y convirtiéndose en el intercambiador necesario para disminuir la congestión de entrada a Madrid.
En el año 2021, se aprobó la construcción de una nueva estación en la zona norte de Tres Cantos.